# Gunnera
Gunnera is een geslacht van planten uit de familie Gunneraceae. De plant heeft zeer grote bladeren, met een doorsnede tot 2,5 meter. In de landen van herkomst groeit ze vooral in vochtige bossen en rotsachtige streken. De soorten komen voor van Mexico tot op de Falklandeilanden, op Hawaii, van Maleisië tot in Nieuw-Zeeland, van Ethiopië tot in Zuid-Afrika en op het eiland Madagaskar.
In België en Nederland is Gunnera te vinden in botanische en sommige andere tuinen. Het betreft twee soorten:
- Gunnera manicata uit Brazilië
- Gunnera tinctoria – Gewone gunnera, uit Chili

Het is verboden om gewone gunnera binnen de EU te verhandelen of aan te planten. DNA-onderzoek wijst uit dat G. tinctoria nog steeds verhandeld wordt binnen de Unie onder de naam G. manicata.

## Soorten
- Gunnera aequatoriensis L.E.Mora
- Gunnera albocarpa (Kirk) Cockayne
- Gunnera annae Schindl.
- Gunnera antioquensis L.E.Mora
- Gunnera apiculata Schindl.
- Gunnera arenaria Cheeseman ex Kirk
- Gunnera atropurpurea L.E.Mora
- Gunnera berteroi Phil.
- Gunnera bogotana L.E.Mora
- Gunnera bolivari J.F.Macbr.
- Gunnera boliviana Morong
- Gunnera bracteata Steud. ex Benn.
- Gunnera brephogea Linden & André
- Gunnera caucana L.E.Mora
- Gunnera colombiana L.E.Mora
- Gunnera cordifolia (Hook.f.) Hook.f.
- Gunnera cuatrecasasii L.E.Mora
- Gunnera densiflora Hook.f.
- Gunnera dentata Kirk
- Gunnera diazii L.E.Mora
- Gunnera flavida Colenso
- Gunnera garciae-barrigae L.E.Mora
- Gunnera hamiltonii Kirk ex W.S.Ham.
- Gunnera hernandezii L.E.Mora
- Gunnera herteri Osten
- Gunnera insignis (Oerst.) Oerst.
- Gunnera kauaiensis Rock
- Gunnera killipiana Lundell
- Gunnera lobata Hook.f.
- Gunnera lozanoi L.E.Mora
- Gunnera macrophylla Blume
- Gunnera magellanica Lam.
- Gunnera magnifica H.St.John
- Gunnera manicata Linden ex André
- Gunnera margaretae Schindl.
- Gunnera masafuerae Skottsb.
- Gunnera mexicana Brandegee
- Gunnera mixta Kirk
- Gunnera monoica Raoul
- Gunnera morae Wanntorp & Klack.
- Gunnera peltata Phil.
- Gunnera perpensa L.
- Gunnera peruviana J.F.Macbr.
- Gunnera petaloidea Gaudich.
- Gunnera pilosa Kunth
- Gunnera pittieriana V.M.Badillo & Steyerm.
- Gunnera prorepens Hook.f.
- Gunnera quitoensis L.E.Mora
- Gunnera reniformis Ridl.
- Gunnera saint-johnii (L.E.Mora) L.E.Mora
- Gunnera sanctae-marthae L.E.Mora
- Gunnera schindleri L.E.Mora
- Gunnera schultesii L.E.Mora
- Gunnera silvioana L.E.Mora
- Gunnera steyermarkii L.E.Mora
- Gunnera strigosa (Kirk) Colenso
- Gunnera tacueyana L.E.Mora
- Gunnera tajumbina L.E.Mora
- Gunnera talamancana H.Weber & L.E.Mora
- Gunnera tamanensis L.E.Mora
- Gunnera tayrona L.E.Mora
- Gunnera tinctoria (Molina) Mirb.
- Gunnera venezolana L.E.Mora

## Hybriden
- Gunnera × cryptica J.M.H.Shaw
- Gunnera × katherine-wilsoniae L.D.Gómez

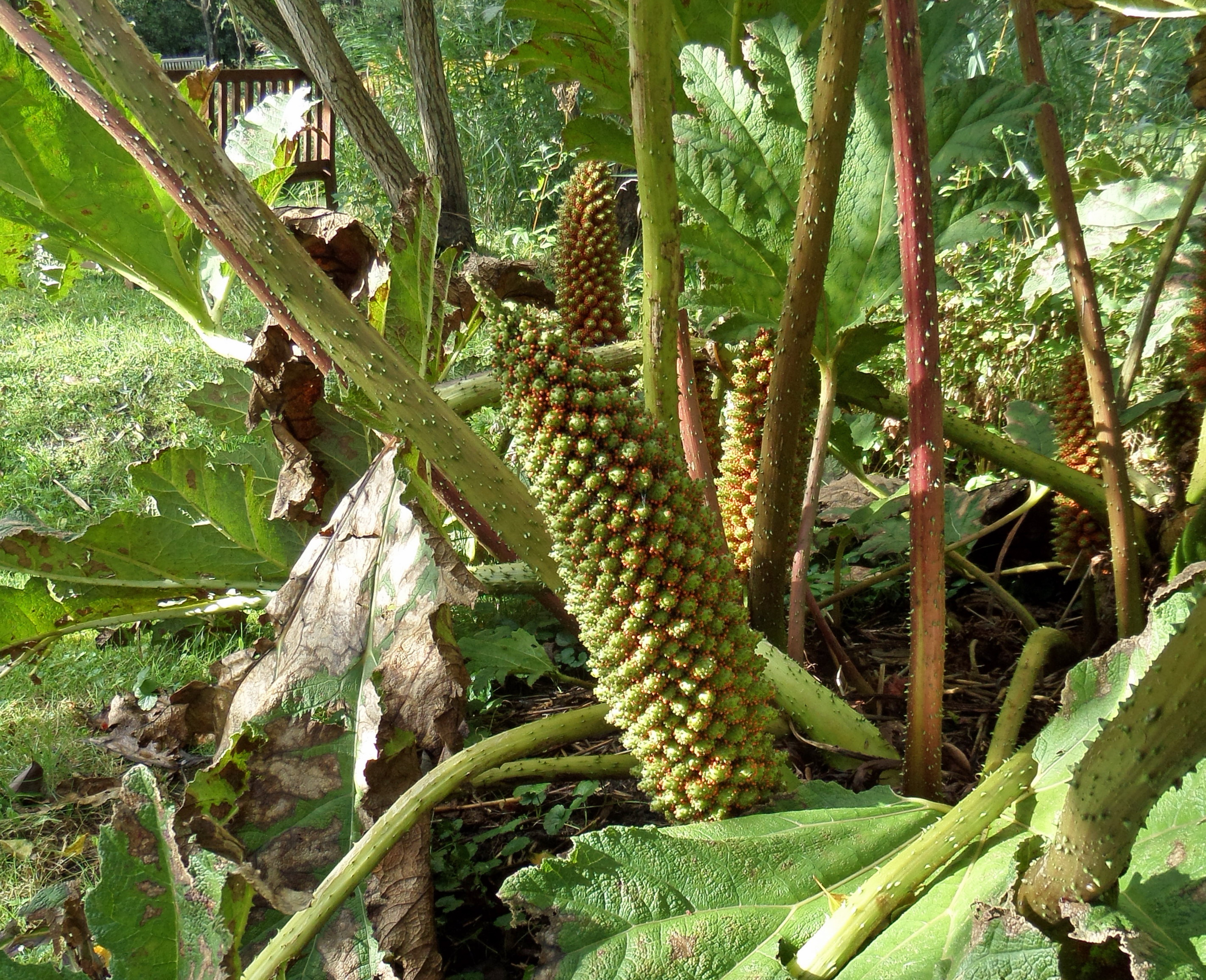
Vruchten van Gunnera manicata
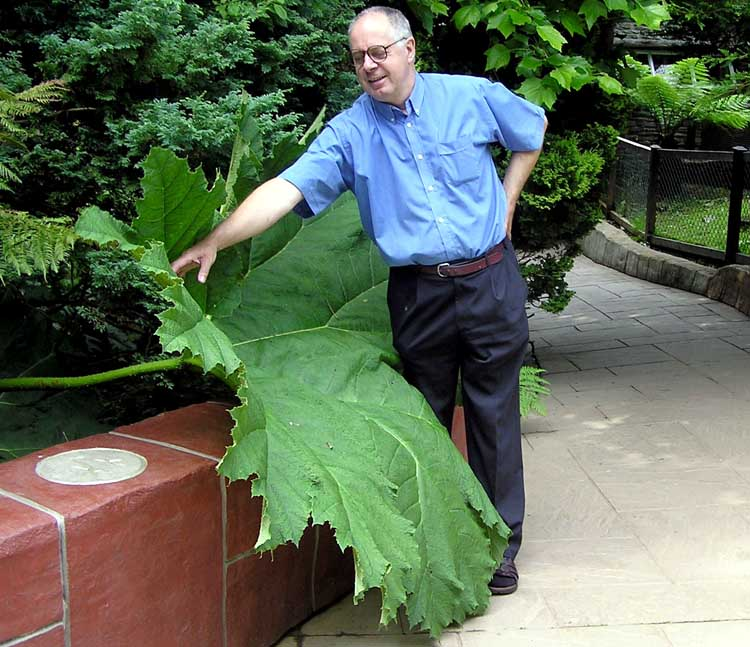
Blad van Gunnera manicata
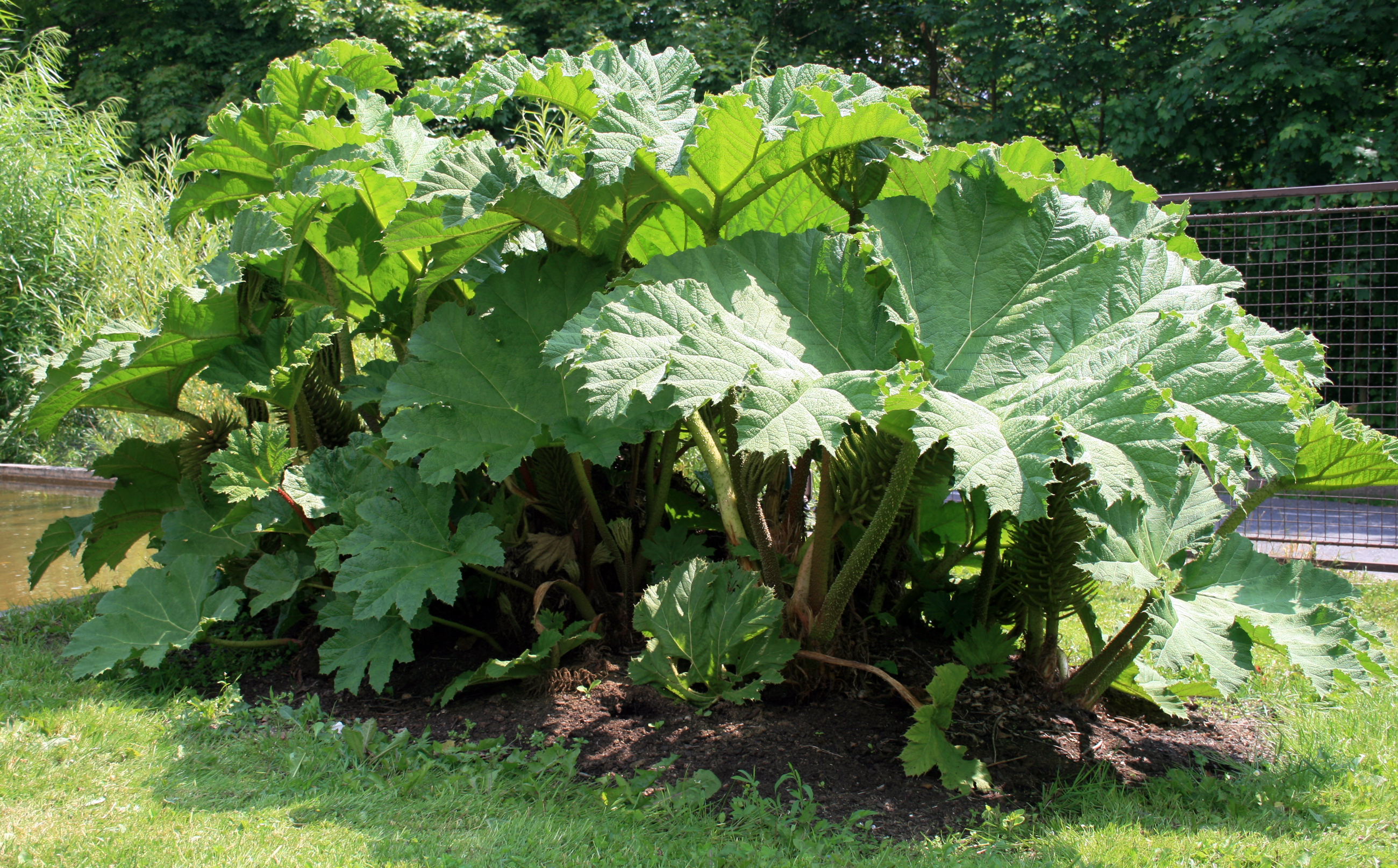
Gunnera tinctoria